# Jasionówka
Jasionówka è un comune rurale polacco del distretto di Mońki, nel voivodato della Podlachia.
Ricopre una superficie di 96,73 km² e nel 2004 contava 3 023 abitanti.